# 一條兼定

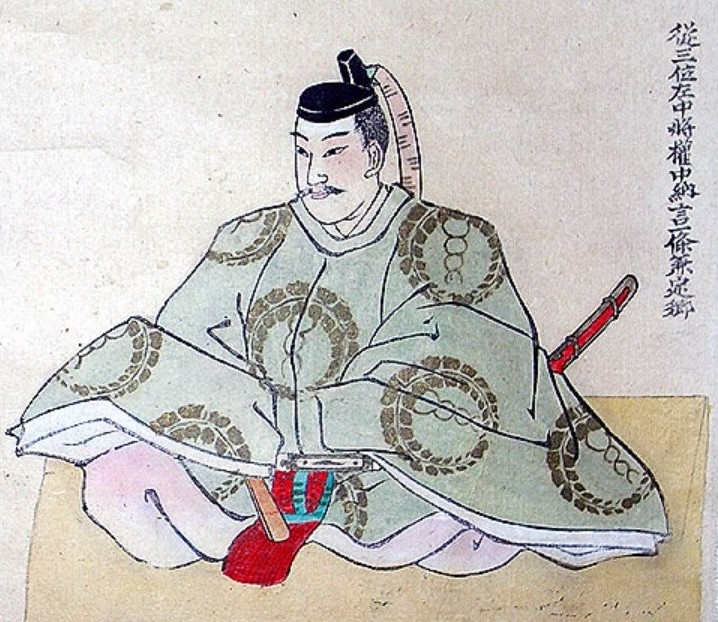
一條兼定畫像

一條兼定（1543年—1585年7月27日）是日本戰國時代至安土桃山時代的大名。土佐國國司。土佐一條氏在事實上的末代當主。父親是一條房基。母親是大友義鑑的女兒。幼名萬千代。法號是宗惟。官位是從三位左近衛少將、左近衛中將、權中納言。

## 生平
在天文12年（1543年）出生。家中嫡男。天文18年（1549年），因為父親房基自殺而以7歳之齡繼任家督。因此土佐一條氏出身並已經成為關白的叔公（兼定的祖父一條房冬的弟弟）一條房通成為萬千代的養父和後見。在房通死亡的弘治2年（1556年）以後元服，接受繼承房通的義兄一條兼冬的偏諱（「兼」字）而改名為兼定。
在永祿元年（1558年）娶伊予國宇都宮豐綱的女兒，但是在永祿7年（1564年）離婚再娶豐後國大友義鎮的次女並與大友氏結交。然而為了爭奪伊予國霸權，於永祿11年（1568年）在豐綱的支援下於伊予進出，但是與有安藝國的毛利氏援兵的河野氏戰鬥並大敗。還與京都的一條家本家（當主是兼冬的弟弟內基）漸漸疏遠。
這段時期土佐國的長宗我部元親開始抬頭，雖然與妹婿安藝國虎呼應並討伐元親，但是國虎反而在永祿12年（1569年）被元親討殺。之後被長宗我部氏侵食領土，還因為無故殺害重臣土居宗珊而失去信望，在其他三家老羽生監物、為松豐後守、安並左京進等人合議下於天正元年（1573年）9月被強制隱居，此時本家的義弟一條內基（兼冬的弟弟）來訪，代替執行兼定的嫡子萬千代（吉房子）的元服禮，並下賜一字而改名為「內政」。天正2年（1574年）2月被追放到豐後臼杵而投靠大友氏。得知兼定被追放的加久見城城主加久見左衛門，與在平時就對一条氏的老臣相當反感的依岡左京、大塚八木右衛門、江口玄蕃、橋本和泉等人合謀舉兵襲擊中村，並討伐一条氏的老臣。元親乘亂以鎮定叛亂為名佔領中村。
在翌年（1575年）信奉基督教，接受傳教士（ジョアン カブラル）的洗禮。洗禮名是Don Paul（ドン パウロ）。同年7月，兼定企圖再興而借大友氏之力向土佐國進擊，但是在四萬十川之戰中大敗，於是作為戰國大名的土佐一条氏滅亡。此後隱居在瀨戶內海的戶島，不過遭到被舊臣暗殺等苦難（被家臣入江左近暗殺，此時身負重傷），在范禮安的書簡中有記述。
在天正13年7月1日（1585年7月27日）於戶島死去。

## 人物
- 因為以一代時間就令土佐一條氏滅亡而被『土佐物語』等軍記描寫成暗愚的人物（「性格輕薄並放蕩，從不理會別人的嘲笑，日夜只沉迷酒宴遊玩，陷於男色女色，又在山河中捕獵，專做危險和體力勞動而顯得相當怪異」（性質軽薄にして常に放蕩を好み、人の嘲を顧みず、日夜只酒宴遊興に耽り、男色女色し諂をなし、又は山河に漁猟を事とし、軽業力業異相を専ら）（『土佐物語』）。「缺乏形義的人，家中的侍從稍有過錯就令其切腹」（形義荒き人にて、家中の侍共、少しの科にも扶持を放し、腹をきらせなどせらる）（『元親記』）。「從不過問軍國大事」（軍国の大事はすてて問はず）「不能督責御將之道，刑罰卻很苛刻」（将を御するの道は督責を加ふるに在りとて刑罰を苛酷にし）（『海南志』）。不過這些都是在時代後期所記，因此信用性成疑。在被追放後，於四萬十川之戰中受到伊予、土佐的國人領主支持，更被受長宗我部氏收買的舊臣暗殺等，兼定在最後都有很強意志想要回復舊領，而長宗我部氏並對兼定的存在一直都持續警戒著（石野彌榮（市村高男 編（高志書院 2010年））。

## 登場作品
小説
- 『 』（大原富枝 中公文庫） ISBN 978-4-12-200213-5
- （山本大吉 川弘文館 1987年） ISBN 4642051031
- 转生竹中半兵卫！和一起转生的不知名武将一起在战国乱世活下去（双叶社、青山有著）